# Ostermiething
Ostermiething est une commune autrichienne du district de Braunau am Inn en Haute-Autriche.

## Géographie
Ostermiething se trouve dans la partie supérieure de l'Innviertel, à la lisière ouest de la forêt de Weilharts et de Lachforst, directement de l'autre côté de la Salzach, en face de l'Allemagne. Un pont mène à la ville bavaroise de Tittmoning.

### Division de la commune
Le territoire communal comprend les 14 localités suivantes (entre parenthèses le nombre d'habitants au 1er janvier 2025) :
- Diepoltsdorf (78)
- Ernsting (300)
- Ettenau (90)
- Felm (26)
- Gumpling (211)
- Hollersbach (5)
- Marktl (30)
- Ortholling (13)
- Ostermiething (2233)
- Roidham (9)
- Simling (164)
- Sinzing (164)
- Steinbach (35)
- Wimm (45)

## Histoire
Le territoire communal, qui appartenait depuis 600 avant J.-C. au royaume celte de Norique, a été intégré à l'Empire romain en 15 avant J.-C. et est resté sous domination romaine jusqu'en 400 après J.-C.. Vers 500, les Agilolfinges construisirent une ferme à Ostermiething, qui fut élevée au rang de palais royal sous les Francs. De 739 à 1784, Ostermiething dépendait de l'archevêché de Salzbourg, puis de l'évêché de Linz. En 740, Ostermiething est mentionnée pour la première fois sous le nom d'Ostermuntingin dans un acte de donation du duc Odilon à la cellule de Saint Maximilien à Bischofshofen. La paroisse d'Ostermiething a été créée en 1163 sous le duc de Bavière Henri le Lion.
Pendant des siècles, Ostermiething a appartenu à la Bavière. Après la paix de Teschen en 1779, la localité a été rattachée à l'Autriche sous le nom de « Innviertel », en même temps que les régions situées à l'est de l'Inn (Unterer Inn) et appartenant à l'administration électorale de Burghausen, qui s'appelaient jusqu'alors « Innbaiern ». La Salzach et l'Inn inférieur, qui étaient jusqu'alors en premier lieu des voies commerciales à l'intérieur de la Bavière, devinrent ainsi des rivières frontalières entre la Bavière et l'Autriche au-dessus de l'Enns. De nouveau brièvement bavarois pendant les guerres napoléoniennes, Ostermiething appartient définitivement à la Haute-Autriche depuis 1816 (traité de Munich). Le 6 décembre 1927, la commune a été élevée au rang de marché (markt). Après l'« annexion » de l'Autriche par le Reich allemand le 13 mars 1938, la localité a fait partie du Reichsgau Oberdonau. Après 1945, la Haute-Autriche a été restaurée.